# Comunisme de consells
El comunisme de consells és un concepte sorgit en l'àmbit de l'esquerra comunista europea, en especial en la germano-neerlandesa, anglesa, hongaresa i italiana. Sorgeix a Europa occidental de la crítica dels models tradicionals de partits i polítiques comunistes. Els primers teòrics que el van formular (entre els quals es destaca Anton Pannekoek i Otto Rühle) ho van fer després de la Primera Guerra Mundial i la Revolució Russa, i va tenir com a desencadenant la dissidència provocada per la deriva autoritària de l'URSS i la deriva Burocràtica de la Tercera Internacional, la que tindria lloc i culminaria fonamentalment durant el període estalinista. Un teòric més jove però no menys important va ser Paul Mattick.
El consellisme s'oposa al comunisme de partit. El comunisme dels consells obrers, és a dir la forma d'autoorganització obrera (els soviets) dels primers moments de la Revolució Russa, de la Revolució Alemanya i de la insurrecció popular italiana coneguda com a biennio rosso, segons la seua opinió eren la forma naturalment i plenament democràtica d'organització de la classe obrera conscient del seu paper històric. En estos consells els treballadors triaven als seus propis representants d'entre les seues files com delegats revocables en qualsevol moment.
Els teòrics consellistes van trobar també un precedent en els textos i la pràctica política de Rosa Luxemburg, la defensa de la qual la "acció espontània" dels treballadors s'oposava al dirigisme dels partits leninistes. Però els comunistes consellistes van portar més enllà la crítica al dirigisme. Per als consellistes, el paper dels comunistes era posar la seua activitat de debat, aclariment i propaganda al servici de l'activitat quotidiana de la classe obrera organitzada en els consells de fàbrica, barri o universitat, llocs on havia de residir la capacitat de decidir les accions i de portar-les a cap.
Les posicions antiautoritàries consellistes estan pròximes al concepte anarquista de democràcia participativa i la seua visió assembleària de la gestió dels mitjans de producció els aproxima clarament a les tesis autogestionàries dels moviments llibertaris. No obstant això han arribat a eixes posicions des d'una evolució marxista independent i a través d'una ruptura política amb la socialdemocràcia primer i amb el bolxevisme després. El consellisme reivindica un marxisme que s'aparta críticament dels corrents socialdemòcrates i leninistes.
Segons el consellisme, els partits polítics i els sindicats són estructures contràries a l'autoemancipació de la classe obrera, ja que van ser creades per a integrar a la classe obrera dins del capitalisme i no per a destruir-ho revolucionàriament. D'esta manera el comunisme de consells es diferencia tant del "comunisme de partit" com del sindicalisme revolucionari o anarcosindicalisme. El comunisme de consells advoca per l'"organització unitària" que unifique la lluita revolucionària i la lluita per reformes i que es base en l'autonomia proletària i la democràcia directa.
Es reclamarien del consellisme moltes de les organitzacions i grups d'intel·lectuals que van contribuir a desencadenar les revoltes de la dècada de 1960, entre ells Socialisme o barbàrie o la Internacional Situacionista.
Entre les personalitats que han destacat més en la història del comunisme dels consells obres o consellisme es poden esmentar Anton Pannekoek (autor el 1946 d'una obra titulada Els Consells obrers), Hermann Gorter, Karl Korsch, Maximilien Rubel, Otto Rühle, Jan Appel, Paul Mattick, Cajo Brendel, Henry Chazé (Gaston Davoust), Benjamin Péret, Cornelius Castoriadis, i Claude Lefort (membres de Socialisme o barbàrie).

## El debat sobre els consells obrers de 1918-1921
El debat sobre els consells obrers de 1918-1921 va ser un debat d'abast mundial, però v prendre formes diverses i males de generalitzar. En la mesura en què aquestes institucions revolucionàries de la classe obrera sorgiren i s'articularen de diferents maneres també varen ser diferents les argumentacions teòriques en favor de la seva creació així com la tàctica proposada pel seu desenvolupament, amb teòrics com Gramsci, Bordiga, Lukács, Korsch, Pannekoek, Paul Mattick i Daniel De Leon. El que uneix aquests militants revolucionaris és la consciència de la inviabilitat d'una política de reformes en el context internacional posterior a la Primera Guerra Mundial, i en segon lloc que els sindicats han periclitat com a eina revolucionària. En general aquests teòrics es mouen en una línia intermèdia entre el luxemburguisme i el leninisme, en un debat que es pot datar entre 1918 (moment en què es comencen a conèixer a Itàlia i Alemanya les característiques dels soviets russos) i 1921 (moment de la revolta de Kronstadt).

## Soviets, consells, comissions o comitès obrers
Els soviets, consells, comissions o comitès obrers varen sorgir en un moment de crisi revolucionària o, si més no, de fort ascens de la conflictivitat social, ja fos com a forma primària d'organització obrera a països on els sindicats de classe estaven prohibits, ja fos com a reacció davant una direcció sindical externa als llocs de treball i burocratitzada. El primer d'aquest tipus d'aparició és característic del soviet rus de 1905 i 1917, encara que el 1917 ja va ser en competició amb altres formes d'organització; el segon correspon als consells obrers sorgits a diferents països d'Europa central i occidental entre 1919 i 1921.
Dins la seva diversitat els consells obrers d'aquests anys varen tenir unes certes afinitats: la pràctica de la democràcia directa entre els treballadors expressada en l'elecció directa del delegats o representants obrers en assemblees de taller i de fàbrica; l'afirmació del principi de revocabilitat; l'intent de superació entre obrers organitzats sindicalment i no organitzats, així com les distintes categories i nivells de la producció; superació de l'organització obreres per oficis; afirmació de la primacia de la lluita a la fàbrica i de què la direcció de la lluita radiqui a la fàbrica mateixa; intent de demostrar la possibilitat de la gestió obrera de la producció prescindint dels capitalistes propietaris dels mitjans de producció.
Per tant, un dels punts de conflicte més important era la relació entre consells i sindicats, un debat que es va resoldre, en la mesura que s'esvaïen les possibilitats revolucionàries, a favor dels darrers.

## Hongria, Alemanya i Itàlia
L'experiència de la república hongaresa dels consells posà de manifest les dificultats dels dirigents sindicals a l'hora d'acceptar les conseqüències implícites en la creació dels consells. Gramsci va analitzar la derrota de la revolució dirigida per Bela Kun assenyalant el paper sabotejador dels dirigents sindicals. A Alemanya, l'enfrontament entre sindicats i consells es resolgué el mes d'octubre de 1920, en el congrés nacional dels consells de fàbrica, a través d'una declaració que subordinava les noves institucions als sindicats hegemonitzats per la socialdemocràcia reformista. A Itàlia els consells restaren aïllats a Torí i altres ciutats del nord d'Itàlia i foren víctimes de l'atac que contra ells es desplegà la primavera de 1920.
El que estava en joc en el debat sobre els consells obrers no era tan sols la qüestió dels consells front als sindicats, sinó també la definició d'una nova estratègia del moviment obrer. Des del punt de vista leninista, tal com es va formular en el primer congrés de la Internacional Comunista, la superioritat dels consells obrers no estava en el seu caràcter espontani ni en la seva configuració democràtica, sinó en la seva funció política de cara a la presa del poder. L'evolució posterior dels soviets a Rússia, va plantejar molts de dubtes a part de l'esquerra comunista sobre el procés seguit i sobre la validesa dels plantejaments de Lenin.